# Enjoy the Silence
Enjoy the Silence is een single van de Britse band Depeche Mode uit 1990. Op 5 februari dat jaar werd het nummer in Europa op single uitgebracht. Op 9 april volgden Australië, Nieuw-Zeeland, de VS en Canada.

## Geschiedenis
Het nummer werd in februari 1990 in Europa op single uitgebracht en was de tweede single van het album Violator. Het is een van Depeche Modes bekendste en succesvolste platen, en vele artiesten hebben een cover van dit nummer gemaakt, onder wie Keane en Nada Surf. De melodie is ook meerdere malen gebruikt voor dancetracks zoals door Mike Koglin en Talla 2XLC.
De plaat werd een wereldwijde hit en bereikte in thuisland het Verenigd Koninkrijk de 6e positie in de UK Singles Chart. In Ierland werd de 3e positie bereikt, Spanje en Denemarken de nummer 1-positie, Australië de 71e, Nieuw-Zeeland de 40e, de VS de 8e, Canada de 14e, Duitsland de 2e positie, evenals in de Eurochart Hot 100.
In Nederland was de plaat op goede vrijdag 9 maart 1990 Veronica Alarmschijf op Radio 3 en werd mede hierdoor een hit in de destijds twee landelijke hitlijsten op de nationale publieke popzender. De plaat bereikte de 5e positie in de Nationale Top 100 en de 8e positie in de Nederlandse Top 40. 
In België bereikte de single de 3e positie in de Vlaamse Radio 2 Top 30 en de 4e positie in de voorloper van de Vlaamse Ultratop 50. In Wallonië werd géén notering behaald.
Sinds de editie van december 2007 staat de plaat onafgebroken genoteerd in de jaarlijkse NPO Radio 2 Top 2000 van de Nederlandse publieke radiozender NPO Radio 2, met als hoogste notering een 83e positie in 2024.

## Hitnoteringen

### Nederlandse Top 40
| Hitnotering: 17-03-1990 t/m 12-05-1990 | Hitnotering: 17-03-1990 t/m 12-05-1990 | Hitnotering: 17-03-1990 t/m 12-05-1990 | Hitnotering: 17-03-1990 t/m 12-05-1990 | Hitnotering: 17-03-1990 t/m 12-05-1990 | Hitnotering: 17-03-1990 t/m 12-05-1990 | Hitnotering: 17-03-1990 t/m 12-05-1990 | Hitnotering: 17-03-1990 t/m 12-05-1990 | Hitnotering: 17-03-1990 t/m 12-05-1990 | Hitnotering: 17-03-1990 t/m 12-05-1990 | Hitnotering: 17-03-1990 t/m 12-05-1990 |
| Week:                                  | 1                                      | 2                                      | 3                                      | 4                                      | 5                                      | 6                                      | 7                                      | 8                                      | 9                                      |                                        |
| -------------------------------------- | -------------------------------------- | -------------------------------------- | -------------------------------------- | -------------------------------------- | -------------------------------------- | -------------------------------------- | -------------------------------------- | -------------------------------------- | -------------------------------------- | -------------------------------------- |
| Positie:                               | 34                                     | 18                                     | 11                                     | 9                                      | 8                                      | 8                                      | 12                                     | 20                                     | 34                                     | uit                                    |

### Nationale Top 100
| Hitnotering: 10-03-1990 t/m 02-06-1990 | Hitnotering: 10-03-1990 t/m 02-06-1990 | Hitnotering: 10-03-1990 t/m 02-06-1990 | Hitnotering: 10-03-1990 t/m 02-06-1990 | Hitnotering: 10-03-1990 t/m 02-06-1990 | Hitnotering: 10-03-1990 t/m 02-06-1990 | Hitnotering: 10-03-1990 t/m 02-06-1990 | Hitnotering: 10-03-1990 t/m 02-06-1990 | Hitnotering: 10-03-1990 t/m 02-06-1990 | Hitnotering: 10-03-1990 t/m 02-06-1990 | Hitnotering: 10-03-1990 t/m 02-06-1990 | Hitnotering: 10-03-1990 t/m 02-06-1990 | Hitnotering: 10-03-1990 t/m 02-06-1990 | Hitnotering: 10-03-1990 t/m 02-06-1990 | Hitnotering: 10-03-1990 t/m 02-06-1990 |
| Week:                                  | 1                                      | 2                                      | 3                                      | 4                                      | 5                                      | 6                                      | 7                                      | 8                                      | 9                                      | 10                                     | 11                                     | 12                                     | 13                                     |                                        |
| -------------------------------------- | -------------------------------------- | -------------------------------------- | -------------------------------------- | -------------------------------------- | -------------------------------------- | -------------------------------------- | -------------------------------------- | -------------------------------------- | -------------------------------------- | -------------------------------------- | -------------------------------------- | -------------------------------------- | -------------------------------------- | -------------------------------------- |
| Positie:                               | 99                                     | 53                                     | 22                                     | 10                                     | 8                                      | 6                                      | 5                                      | 5                                      | 8                                      | 18                                     | 35                                     | 62                                     | 83                                     | uit                                    |

### NPO Radio 2 Top 2000
| Nummer met noteringen in de NPO Radio 2 Top 2000 | '07 | '08  | '09 | '10 | '11 | '12 | '13 | '14 | '15 | '16 | '17 | '18 | '19 | '20 | '21 | '22 | '23 | '24 |
| ------------------------------------------------ | --- | ---- | --- | --- | --- | --- | --- | --- | --- | --- | --- | --- | --- | --- | --- | --- | --- | --- |
| Enjoy the Silence                                | 192 | 1120 | 177 | 213 | 181 | 174 | 158 | 142 | 146 | 129 | 116 | 149 | 151 | 135 | 138 | 115 | 104 | 83  |

1. ↑  Een vetgedrukt getal geeft de hoogste notering aan.
2. ↑  2007 was het eerste jaar met een notering voor dit nummer.

## Versie van 2004
In 2004 werd het nummer opnieuw uitgebracht, als onderdeel van het project Remixes 81 - 04, en heette toen Enjoy the Silence (Reinterpreted), of simpelweg: Enjoy the Silence 04. Het nummer werd geremixt door Mike Shinoda, rapper en producer van de Amerikaanse band Linkin Park. 
In Nederland bereikte deze versie de 46e positie in de Mega Top 50 op NPO 3FM. In de Nederlandse Top 40 op Radio 538 werd géén notering behaald, de single bleef steken in de Tipparade.
In België bereikte deze versie de Vlaamse Ultratop 50 niet. De single bleef steken in de Vlaamse "Ultratip". In de Vlaamse Radio 2 Top 30 en de Waalse hitlijst werden eveneens géén noteringen behaald.

## Hitnotering

### Mega Top 50
| Hitnotering: 06-11-2004 t/m 19-02-2005 | Hitnotering: 06-11-2004 t/m 19-02-2005 | Hitnotering: 06-11-2004 t/m 19-02-2005 | Hitnotering: 06-11-2004 t/m 19-02-2005 | Hitnotering: 06-11-2004 t/m 19-02-2005 | Hitnotering: 06-11-2004 t/m 19-02-2005 | Hitnotering: 06-11-2004 t/m 19-02-2005 | Hitnotering: 06-11-2004 t/m 19-02-2005 | Hitnotering: 06-11-2004 t/m 19-02-2005 | Hitnotering: 06-11-2004 t/m 19-02-2005 | Hitnotering: 06-11-2004 t/m 19-02-2005 | Hitnotering: 06-11-2004 t/m 19-02-2005 | Hitnotering: 06-11-2004 t/m 19-02-2005 | Hitnotering: 06-11-2004 t/m 19-02-2005 | Hitnotering: 06-11-2004 t/m 19-02-2005 | Hitnotering: 06-11-2004 t/m 19-02-2005 | Hitnotering: 06-11-2004 t/m 19-02-2005 | Hitnotering: 06-11-2004 t/m 19-02-2005 |
| Week:                                  | 1                                      | 2                                      | 3                                      | 4                                      | 5                                      | 6                                      | 7                                      | 8                                      | 9                                      | 10                                     | 11                                     | 12                                     | 13                                     | 14                                     | 15                                     | 16                                     |                                        |
| -------------------------------------- | -------------------------------------- | -------------------------------------- | -------------------------------------- | -------------------------------------- | -------------------------------------- | -------------------------------------- | -------------------------------------- | -------------------------------------- | -------------------------------------- | -------------------------------------- | -------------------------------------- | -------------------------------------- | -------------------------------------- | -------------------------------------- | -------------------------------------- | -------------------------------------- | -------------------------------------- |
| Positie:                               | 63                                     | 46                                     | 50                                     | 63                                     | 74                                     | 75                                     | 71                                     | 71                                     | 77                                     | 76                                     | 84                                     | 87                                     | 87                                     | 88                                     | 90                                     | 91                                     | uit                                    |